# Muzyka Przeciwko Rasizmowi

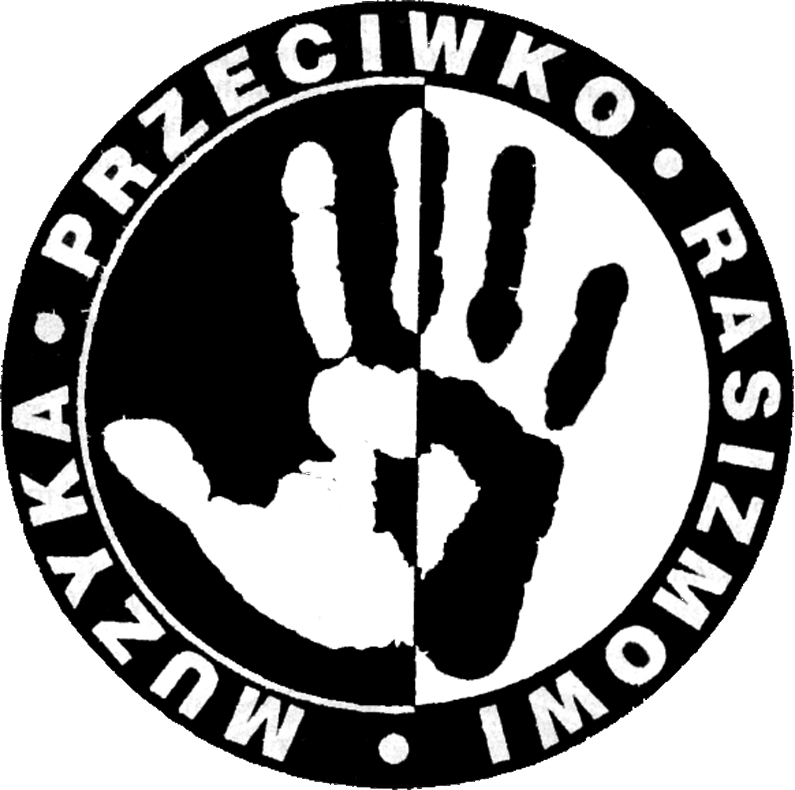
Logo MPR

Muzyka Przeciwko Rasizmowi – kampania społeczna zainicjowana przez Marcina Kornaka, założyciela i prezesa antyrasistowskiego Stowarzyszenia „Nigdy Więcej”, której inspiracją były kampanie w stylu Rock Against Racism. Jej przesłanie obejmowało promowanie tolerancji i wielokulturowości z jednej strony, z drugiej zaś - eliminowanie zachowań rasistowskich i szowinistycznych. Stowarzyszenie przyciągnęło do kampanii wykonawców różnych gatunków muzycznych i za pośrednictwem ich twórczości wyszło z pozytywnym przesłaniem do słuchaczy. Akcja polegała na umieszczaniu logo na okładkach płyt z rozmaitych nurtów muzycznych, wydawaniu płyt zawierających przekaz antyrasistowski i organizowaniu koncertów pod hasłem „Muzyka Przeciwko Rasizmowi".
Kampania znalazła oddźwięk w mediach, zarówno tych skierowanych do młodych odbiorców muzyki (fanziny i czasopisma muzyczne, audycje radiowe i telewizyjne), jak i do szerokiego grona odbiorców (gazety codzienne), a recenzja pierwszej płyty cyklu znalazła się na łamach „Tygodnika Powszechnego”.
Kampania została uznana przez prasę muzyczną za jedno z najważniejszych wydarzeń roku 1997.
Atrakcyjność estetyczna i - przede wszystkim - symboliczna logotypu kampanii przyczyniła się do jego znacznego rozpowszechnienia. Łączna liczba egzemplarzy płyt i kaset z zamieszczonym znakiem akcji to kilkaset tysięcy.
Pod szyldem kampanii zostały wydane m.in. następujące składanki:
- Muzyka przeciwko rasizmowi, 1997, QQRyQ Productions
  - wykonawcy: Pidżama Porno, Pudelsi, Kazik na Żywo, Schizma, Big Cyc, Quo Vadis, Starzy Singers, Janusz Reichel, T.Love, Dezerter, Homo Twist, Post Regiment, Apatia, 2Tm2,3, Tomahawk, Armia, Fauna, Anal C.U.T., Kult.

- Jedna rasa – ludzka rasa: Muzyka przeciwko rasizmowi II, 1999, QQRyQ Productions
  - wykonawcy: Liroy, Blade Loki, Chumbawamba, Zion Train, Kury, Lech Janerka, Kuba Sienkiewicz, Falarek, WRS Band[4], Chudoba, Something Like Elvis, Łysina Lenina, Illusion, Alians, Rangers, Sweet Noise, Transmisja, Trebunie Tutki, Vespa, Karate Musiq

- Cyber Music Against Racism, Gusstaff Records
  - wykonawcy: Tarwater, Falcon, Batalion 'ghost' vs Electrolux, Mapa, Tees, MhZ, N-Noiz, Key-g, Zenial, Raiden, To Rococo Rot, Lsd, Prob

- Metal Against Racial Prejudice, Bahanale Distro
  - wykonawcy: Psychotron, Nostromo, Nightly Gale, Parricide, Apocalyptic, Melankolia, Mortis Dei, Atrophia Red Sun, Astrum Noctis

- Reggae przeciwko rasizmowi – Winter Reggae 2000, Zima
  - wykonawcy: Ziemia Kanaan, Miło, Koniec Świata, THCulture, Zgroza, Fate, Mercedes & Dusza, Habakuk, Aggafari & Ricky Lion, Rotkappchen, Ingrid Bergman, Credon, R.A.P. (video), Natural Dread Killaz

- Hip-hop rasizm stop (cz. 1 i 2), 2002, MGK Records MTJ
  - wybrani wykonawcy: DJ Ike, Ascetoholix, Credo, Gorzki, DHO, WWD, Acer, TZW, DJ Adams, Viza, ASP

- Wykopmy rasizm ze stadionów, 2002, Jimmy Jazz Records
  - wykonawcy: Los Fastidios (Włochy), Lumpex 75, Quo Vadis, Bulbulators, Klasse Kriminale (Włochy), Lotyń, Błękitny Nosorożec, Czarno Czarni, The Thinners, Oiters (Niemcy), Psy Wojny, Big Cyc, The Analogs, WRS Band, Alkohol Front, Prawda, Trawnik, Neony, Leniwiec, Stage Bootles, Fort BS).

## Płyta winylowa pamięci Marcina Kornaka
W marcu 2019, w piątą rocznicę śmierci Marcina Kornaka, Stowarzyszenie „Nigdy Więcej” wydało upamiętniającą go płytę winylową pt. „Wiem, że dobrze idę”. Epka ukazała się pod hasłem stworzonej przez niego kampanii „Muzyka Przeciwko Rasizmowi”. Na płycie znalazły się zadedykowane Kornakowi utwory Qulturki oraz Skowytu. Epkę wydano we współpracy z firmą Jimmy Jazz Records. Wydawnictwo miało charakter pamiątkowy i nie było przeznaczone do sprzedaży komercyjnej. 

## „Jedna Rasa – Ludzka Rasa. Muzyka Przeciwko Rasizmowi” na winylu
W 2021 roku po raz pierwszy na płycie winylowej ukazał się album „Jedna Rasa – Ludzka Rasa. Muzyka Przeciwko Rasizmowi, część 2” Stowarzyszenia „Nigdy Więcej”. Materiał był wydany poprzednio w 1998 roku na CD i kasecie nakładem QQRYQ Productions jako druga pozycja z cyklu „Muzyka Przeciwko Rasizmowi”. Przeszedł do historii jako wyraz sprzeciwu wobec nietolerancji i przemocy. Na dwupłytowym albumie znalazły się utwory wykonawców różnorodnych zarówno pod względem muzycznym, jak i światopoglądowym. Swoje piosenki przekazały brytyjskie zespoły Chumbawamba i Zion Train, a także artyści polscy tacy jak Lech Janerka, Kuba Sienkiewicz, Robert Brylewski (pod szyldem Falarek), Tymon Tymański (pod szyldem Kury), grupy Alians, Sweet Noise, Liroy i Trebunie-Tutki. Również ten album został zadedykowany pamięci Marcina Kornaka, założyciela „Nigdy Więcej”. 

## Festiwal „Przystanek Woodstock”
Od połowy lat 90. w trakcie Festiwalu Przystanek Woodstock w Kostrzynie nad Odrą wolontariusze Stowarzyszenia „Nigdy Więcej” propagują idee antyrasizmu i wielokulturowości. W 2014 roku antyrasistowskie działania podczas festiwalu miały na celu upamiętnienie Marcina Kornaka, założyciela i prezesa stowarzyszenia.